# Beoosten Blijpolders
De Beoosten Blijpolders vormen een poldercomplex ten oosten van Axel, in de Nederlandse provincie Zeeland, behorende tot het Land van Axel.
De Blyée, Blide of Blyde was een Middeleeuwse vaart van Axel naar Gent. Ten gevolge van inundaties, zoals in 1585, kwam het gebied ten zuiden van Axel onder water te staan en werd het Axelse Gat gevormd. Vanaf het Twaalfjarig Bestand werden in dit gebied de volgende polders ingedijkt:
- Oud-beoosten Blij-bezuidenpolder
- Beoosten Blij-benoordenpolder
- Nieuw-beoosten Blij-bezuidenpolder
- Beoosten en bewesten Blijpolder
- Canisvliet buitenpolder